# Poule Tchèque
Pour les articles homonymes, voir Tchèque.
La poule Tchèque (Česká slepice zlatá kropenatá, Česká zlatá kropenka, Češka en tchèque) est une race de poule domestique.

## Description
C'est une volaille de type fermier, svelte et vive, au plumage serré et à la queue légèrement relevée.
Elle est résistante et prolifique.

### Origine
Originaire de Bohême, élevée comme volaille fermière depuis des siècles et sélectionnée à la fin du XIXe siècle.

### Standard
- Crête : simple, moyenne
- Oreillons : rouges
- Couleur des yeux : brun rouge à orangé
- Couleur de la peau : blanche
- Couleur des Tarses : ardoises
- Variétés de plumage : barré crayonné doré., perdrix-doré maillé, noire, noir caillouté blanc

Grande race :
- Masse idéale : Coq : 2,1 à 2,5 kg ; Poule : 1,8 à 2,2 kg
- Œufs à couver : min. 55g, coquille crème
- Diamètre des bagues : Coq : 18mm ; Poule : 16mm

Naine :
- Masse idéale : Coq : 900g ; Poule : 800g
- Œufs à couver : min. 40g, coquille crème
- Diamètre des bagues : Coq : 16mm ; Poule : 14mm